# Elymus lolioides
Elymus lolioides là một loài thực vật có hoa trong họ Hòa thảo. Loài này được (P.Candargy) Melderis mô tả khoa học đầu tiên năm 1978.